# Medetera rutilans
Medetera rutilans är en tvåvingeart som beskrevs av Octave Parent 1935. Medetera rutilans ingår i släktet Medetera och familjen styltflugor.
Artens utbredningsområde är Kongo. Inga underarter finns listade i Catalogue of Life.